# Medeklinker
Medeklinkers of consonanten zijn spraakklanken waarvan de uitspraak begint met niet geblokkeerde  stemspleet. De spraaklucht gaat al dan niet door de stembanden trillen en moet gehinderd door andere spraakorganen de mond of neus verlaten. Bij de /p/ van aap verzamelt de lucht zich eerst voor de afgesloten lippen, en komt dan met een plofje naar buiten. Bij de /n/ van noot is de mondholte afgesloten en komt de lucht door de neus. Bij de /s/ van sap gaat de tong omhoog naar het verhemelte, waardoor de opening nauwer wordt en er een sisklank ontstaat. 
De wijze waarop een medeklinker wordt gearticuleerd kan worden onderverdeeld in: plofklanken, wrijfklanken, neusklanken, vloeiklanken en glijklanken. Veertien van de in het Nederlands voorkomende medeklinkers vallen onder een van deze klanksoorten. Doordat de overige zes medeklinkers 
veelal voorkomen in woorden die een vreemde taal als herkomst kennen, worden deze medeklinkers tot meerdere klanksoorten gerekend.    
De plof- en wrijfklanken worden verder onderverdeeld in  stemloze en stemhebbende. Bij een stemloze medeklinker trilt de stemband niet mee, bij een stemhebbende wel. Het verschil is duidelijk hoorbaar tussen /p/ en /b/, /t/ en /d/, /s/ en /z/. 

## Plofklanken
Het Nederlands heeft vijf plofklanken: /p/ (p van pas), /t/ (t van tas), /k/ (k van kas), /b/ (b van bas) en /d/ (d van das). Deze klanken worden zo genoemd omdat bij het vormen ervan de lucht met een plofje uit de mond komt. 
De vijf plofklanken:
| stemloos | stemloos | stemloos | stemhebbend | stemhebbend |
| -------- | -------- | -------- | ----------- | ----------- |
| /p/      | /t/      | /k/      | /b/         | /d/         |
| pas      | tas      | kas      | bas         | das         |

De stemloze plofklanken /p/ en /t/ hebben respectievelijk de /b/ en de /d/ als stemhebbende tegenhangers. De stemhebbende tegenhanger van de /k/ is /g/ en is bekend in woorden als goal, en in inheemse woorden in combinatie met een andere stemhebbende medeklinker, zoals in bakboord en zakdoek; deze blijft dan echter als k geschreven.

## Wrijfklanken
Het Nederlands heeft acht wrijfklanken: /f/ (f van laf) en /v/ (v van val), /s/ (s van las) en /z/ (z van zal), de /x/ (ch van lach), /ɣ/ (g van gal), de /ʃ/ (sj van sjaal) en /ʒ/ (j van journaal). Deze klanken worden zo genoemd omdat bij het vormen ervan een lichte wrijving ontstaat door een vernauwing in de mondholte. 
de acht wrijfklanken:
| stemloos | stemloos | stemloos | stemloos | stemhebbend | stemhebbend | stemhebbend | stemhebbend |
| -------- | -------- | -------- | -------- | ----------- | ----------- | ----------- | ----------- |
| /f/      | /s/      | /x/      | /ʃ/      | /v/         | /z/         | /ɣ/         | /ʒ/         |
| laf      | las      | lach     | sjaal    | val         | zal         | gal         | journaal    |

De stemloze wrijfklanken /f/, /s/, /ʃ/ en /x/ hebben respectievelijk /v/, /z/, /ʒ/ en /ɣ/ als stemhebbende tegenhangers.
Tot de wrijfklanken wordt ook gerekend /ɦ/ (de h van haar). De wrijving is echter zo licht, dat de /ɦ/ ook wel ruisklank wordt genoemd. Deze stemhebbend ruisklank komt in het Nederlands alleen vóór klinkers voor.

## Neusklanken
Er zijn in het Nederlands drie neusklanken: /m/ (m van mat), /n/ (n van nat) en /ŋ/ (ng van rang). Deze worden zo genoemd omdat bij het vormen ervan de lucht door de neus naar buiten komt. 
de drie neusklanken:
| labiaal | dentaal | gutturaal |
| ------- | ------- | --------- |
| /m/     | /n/     | /ŋ/       |
| man     | nam     | rang      |

## Vloeiklanken
Er zijn twee vloeiklanken in het Nederlands: de /l/ van lor en de /r/ van rol. Deze worden zo genoemd omdat bij het vormen ervan de lucht gelijkmatig langs de tong vloeit. Er zijn twee varianten van de r, nl. /r/ (rollende r, waarbij de tongpunt tegen de tanden of daarboven trilt) en de /ʀ/ (brouwende r, waarbij de huig tegen de achterkant van de tong trilt).
de twee vloeiklanken: 
| /l/ | /r/ of /ʀ/ |
| lor | rol        |

## Glijklanken
Er zijn in het Nederlands twee glijklanken: /j/ (j van jaar) en /ʋ/ (w van waar). 
De twee glijklanken: 
| /j/  | /ʋ/  |
| jaar | waar |

## Affricaten
Het Nederlands kent, voornamelijk in woorden van vreemde herkomst, vier zogenaamde affricaten of gemengde medeklinkers: de /ts/ van tsaar, de /dz/ van pizza, de /tʃ/ van tsjilpen en de /dʒ/ van gin. 
de vier affricaten:
| /ts/  | /dz/  | /tʃ/     | /dʒ/ |
| tsaar | pizza | tsjilpen | gin  |

## Consonantenreductie
In sommige woorden vallen mettertijd medeklinkers weg. Dit heet consonantenreductie. Een voorbeeld hiervan is de d in veder, teder en weder. Deze is weggevallen zodat de woorden veer, teer en weer ontstonden. Dit verschijnsel komt vaak tot stand als het woorden gemakkelijker uit te spreken maakt en het komt in verschillende taalfamilies voor.
Deze pagina bevat fonetische informatie in het IPA, die in sommige browsers mogelijk niet correct wordt weergegeven.
Waar symbolen in paren voorkomen, vertegenwoordigt het rechter teken een stemhebbende medeklinker. Gearceerde gebieden bevatten medeklinkers die worden beschouwd als onuitspreekbaar.
Zie ook: IPA, Klinkers